# Cmentarz wojenny w Adamczowicach
Cmentarz wojenny w Adamczowicach – zabytkowy cmentarz z okresu I wojny światowej znajdujący się w gminie Klimontów, w powiecie sandomierskim. Wpisany do rejestru zabytków: nr rej. zab.: 566/93.
Cmentarz usytuowany przy trasie Klimontów-Koprzywnica. Ma kształt zbliżony do prostokąta o wymiarach około 22 m x 30 m i powierzchni około 700 m². Cały teren otoczony jest wałem ziemnym i obsadzony drzewami. Na cmentarzu znajduje się 18 mogił zbiorowych i 12 pojedynczych.
Na cmentarzu pochowanych jest łącznie 146 żołnierzy poległych w I wojnie światowej w czasie walk w okolicach na przełomie 1914/1915 roku:
- 45 żołnierzy austriackich,
- 101 żołnierzy armii carskiej

Na terenie cmentarza zachowały się pozostałości pomnika kamiennego. Jest to prawdopodobnie cokół, na którym był umieszczony drewniany krzyż. Na cokołe zachował się napis DEN//GEFALLENEN HELDEN // 1914/1915 EHRE IHREM ANDENKEN